# Virslīga 2025
Die Virslīga 2025 ist die 34. Spielzeit der höchsten lettischen Fußball-Spielklasse der Herren seit deren Neugründung im Jahr 1992. Offiziell trägt die Liga den Namen TonyBet Virslīga und wird vom Lettischen Fußballverband ausgetragen. Die Spielzeit begann am 5. März und endet am 9. November 2025.
Titelverteidiger ist der FK RFS. Der Aufsteiger SK Super Nova ersetzte den Valmiera FC, der für diese Saison keine Erstligalizenz erhielt.

## Modus
Die Teams spielen an 36 Spieltagen viermal gegeneinander, zweimal zu Hause und zweimal auswärts. Der Meister qualifiziert sich für die Champions League, der Zweite, Dritte und der Pokalsieger für die Conference League. Der Tabellenletzte steigt direkt ab, der Vorletzte spielt in der Relegation um den Klassenerhalt.

## Vereine
| Verein          | Stadt      | Stadion                   | Kapazität |
| --------------- | ---------- | ------------------------- | --------- |
| FK Metta        | Riga       | Daugava-Stadion           | 10.461    |
| Riga FC         | Riga       | Skonto-Stadion            | 6.915     |
| FK Liepāja      | Liepāja    | Daugava-Stadion           | 5.008     |
| BFC Daugavpils  | Daugavpils | Celtnieks-Stadion         | 3.480     |
| FK RFS          | Riga       | LNK Sporta Parks          | 3.000     |
| FS Jelgava      | Jelgava    | Zemgales Olimpiskā centra | 2.560     |
| Grobiņas SC/LFS | Grobiņa    | Grobiņas stadionā         | 1.000     |
| FK Tukums 2000  | Tukums     | Tukuma pilsētas stadions  | 1.000     |
| SK Super Nova   | Salaspils  | Salaspils stadion         | 2.500     |
| FK Auda         | Riga       | Audas stadions            | 0.520     |

## Tabelle
| Pl.                    | Verein             | Sp. | S  | U  | N  | Tore    | Diff. | Punkte |
| ---------------------- | ------------------ | --- | -- | -- | -- | ------- | ----- | ------ |
| 1.                     | Riga FC            | 26  | 21 | 4  | 1  | 061:170 | +44   | 67     |
| 2.                     | FK RFS (M, P)      | 26  | 21 | 1  | 4  | 070:250 | +45   | 64     |
| 3.                     | FK Liepāja         | 26  | 13 | 5  | 8  | 044:380 | +6    | 44     |
| 4.                     | FK Auda            | 26  | 11 | 4  | 11 | 034:300 | +4    | 37     |
| 5.                     | BFC Daugavpils     | 26  | 9  | 7  | 10 | 038:450 | −7    | 34     |
| 6.                     | FS Jelgava         | 26  | 7  | 7  | 12 | 023:310 | −8    | 28     |
| 7.                     | FK Tukums 2000/TSS | 26  | 6  | 6  | 14 | 028:480 | −20   | 24     |
| 8.                     | SK Super Nova (N)  | 26  | 4  | 11 | 11 | 028:370 | −9    | 23     |
| 9.                     | FK Metta           | 26  | 5  | 6  | 15 | 023:520 | −29   | 21     |
| 10.                    | Grobiņas SC/LFS    | 26  | 5  | 5  | 16 | 023:490 | −26   | 20     |
| Stand: 10. August 2025 |                    |     |    |    |    |         |       |        |

| (M) | amtierender Meister     |
| (P) | amtierender Pokalsieger |
| (N) | Neu/Aufsteiger          |

## Kreuztabelle
| Hinrunde (Runden 1–18) | Hinrunde (Runden 1–18) | Hinrunde (Runden 1–18) | Hinrunde (Runden 1–18) | Hinrunde (Runden 1–18) | Hinrunde (Runden 1–18) | Hinrunde (Runden 1–18) | Hinrunde (Runden 1–18) | Hinrunde (Runden 1–18) | Hinrunde (Runden 1–18) | 2025            | Rückrunde (Runden 19–36) | Rückrunde (Runden 19–36) | Rückrunde (Runden 19–36) | Rückrunde (Runden 19–36) | Rückrunde (Runden 19–36) | Rückrunde (Runden 19–36) | Rückrunde (Runden 19–36) | Rückrunde (Runden 19–36) | Rückrunde (Runden 19–36) | Rückrunde (Runden 19–36) |
| ---------------------- | ---------------------- | ---------------------- | ---------------------- | ---------------------- | ---------------------- | ---------------------- | ---------------------- | ---------------------- | ---------------------- | --------------- | ------------------------ | ------------------------ | ------------------------ | ------------------------ | ------------------------ | ------------------------ | ------------------------ | ------------------------ | ------------------------ | ------------------------ |
| FK Auda                | BFC Daugavpils         | Grobiņas SC            | FS Jelgava             | FK Liepāja             | FK Metta               | FK RFS                 | Riga FC                | SK Super Nova          | FK Tukums 2000         | Verein          | FK Auda                  | BFC Daugavpils           | Grobiņas SC              | FS Jelgava               | FK Liepāja               | FK Metta                 | FK RFS                   | Riga FC                  | SK Super Nova            | FK Tukums 2000           |
| •                      | 1:1                    | 2:0                    | 2:0                    | 3:0                    | 4:1                    | 1:2                    | 1:3                    | 1:0                    | 2:0                    | FK Auda         | •                        | 1:3                      | :                        | 2:0                      | :                        | 0:1                      | :                        | 1:3                      | :                        | :                        |
| 2:1                    | •                      | 3:2                    | 1:0                    | 4:2                    | 2:0                    | 1:2                    | 0:1                    | 1:1                    | 3:0                    | BFC Daugavpils  | :                        | •                        | :                        | 2:0                      | :                        | :                        | 1:7                      | :                        | :                        | 1:2                      |
| 1:2                    | 3:2                    | •                      | 1:1                    | 2:0                    | 2:4                    | 1:4                    | 0:2                    | 1:1                    | 2:0                    | Grobiņas SC/LFS | :                        | 1:0                      | •                        | :                        | :                        | 0:1                      | 2:3                      | :                        | :                        | :                        |
| 3:1                    | 4:1                    | 1:0                    | •                      | 0:1                    | 2:1                    | 2:2                    | 1:1                    | 2:1                    | 2:1                    | FS Jelgava      | :                        | :                        | 0:1                      | •                        | 1:2                      | :                        | 0:1                      | :                        | 1:0                      | :                        |
| 0:0                    | 1:1                    | 4:1                    | 1:0                    | •                      | 4:0                    | 2:1                    | 2:5                    | 2:2                    | 0:0                    | FK Liepāja      | 2:0                      | 2:1                      | 2:0                      | :                        | •                        | 1:0                      | :                        | 2:3                      | :                        | :                        |
| 0:1                    | 2:2                    | 1:1                    | 0:0                    | 2:4                    | •                      | 1:0                    | 0:3                    | 0:2                    | 3:2                    | FK Metta        | :                        | :                        | :                        | 2:2                      | :                        | •                        | 0:4                      | :                        | :                        | 0:3                      |
| 1:0                    | 5:1                    | 6:0                    | 1:0                    | 4:1                    | 2:0                    | •                      | 0:1                    | 2:1                    | 2:0                    | FK RFS          | 1:0                      | :                        | :                        | :                        | 2:1                      | :                        | •                        | :                        | 4:1                      | 6:2                      |
| 2:2                    | 1:2                    | 3:0                    | 2:0                    | 2:0                    | 1:1                    | 3:1                    | •                      | 2:0                    | 3:0                    | Riga FC         | :                        | 1:1                      | 2:0                      | 3:0                      | :                        | 3:2                      | :                        | •                        | 2:0                      | :                        |
| 1:1                    | 4:1                    | 1:1                    | 0:0                    | 1:3                    | 4:0                    | 1:2                    | 1:5                    | •                      | 1:1                    | SK Super Nova   | 0:1                      | 1:1                      | 0:0                      | :                        | :                        | 1:1                      | :                        | :                        | •                        | 1:0                      |
| 2:4                    | 0:0                    | 2:0                    | 1:1                    | 2:2                    | 2:0                    | 2:5                    | 0:3                    | 2:2                    | •                      | FK Tukums 2000  | 1:0                      | :                        | 2:1                      | :                        | 1:3                      | :                        | :                        | 0:1                      | :                        | •                        |
| Stand: 10. August 2025 |                        |                        |                        |                        |                        |                        |                        |                        |                        |                 |                          |                          |                          |                          |                          |                          |                          |                          |                          |                          |

## Relegation
Am Ende der regulären Saison tritt der Neuntplatzierte der Virslīga gegen den Drittplatzierten der 1. līga in der Relegation an. Die Spiele finden Ende November 2025 statt.
|  | Gesamt |  | Hinspiel | Rückspiel |
|  | ------ |  | -------- | --------- |
|  | :      |  | :        | :         |